# Färgreseda
Färgreseda (vau, wau) (Reseda luteola L.) är en art i familjen resedaväxter.

## Beskrivning
Färgreseda är tvåårig, tvåhjärtbladig och växer med upp till 1,5 m höga stjälkar, som ofta grenas upptill. Smala, i kanten ofta vågiga blad finns strödda längs stjälken. Rötterna växer djupt ned.

Sammansatt klase

De gula blommorna med fyra foderblad och fyra kronblad sitter i små sammansatta klasar.
Den gula färgen skapas av luteolin.
Blomningstiden är juli–augusti.
Antalet ståndare varierar, men är alltid mycket stort. En enda pistill sitter mer eller mindre gömd bland alla ståndarna. Detta gynnar självbefruktning under medverkan av vildbin, flugor och skalbaggar.
Fröet är mycket litet, och väger bara 0,2 μg.
Kromosomtal 2n = 28.

## Habitat
Allmänt förekommande i Centraleuropa, Sydeuropa och i Afrika längs Medelhavet. Saknas i östligaste Europa.
Förekommer på några platser i Nordamerika, men är inte ursprunglig där.
Färgreseda är inte ursprunglig i Sverige, men kan återfinnas förvildad från odlingar, där färgreseda odlats som färgväxt, huvudsakligen i landets sydliga delar.
Växten kan återfinnas i hamnområden, där den spritts från fartyg, som färdats vid kuster, där färgreseda är vanlig.

### Utbredningskartor
- Norden
- Norra halvklotet,

## Biotop
Sandig kulturpåverkad mark. Behöver mycket sol, och gynnas av kalkhaltig mark. Till och med fröna drar nytta av att exponeras för solljus.

## Etymologi
Reseda kommer av latin resedare = lindra. Detta med anledning av att resedaarter i äldre tider använts som medicinalväxt.
Luteola betyder gulaktig, av latin luteus = gul.

## Användning
Färgreseda är som namnet antyder en färgväxt. Den ger åt ylle, silke, linne och bomull en hållbar gul färg.
Tidiga exempel på användning av färgreseda i Sverige påvisas av fynd från 400-talet e.Kr.
Fröna innehåller upp till 40 % olja, som kan bearbetas till en klar fernissa för bl a oljemålningar.
I odlingar av färgreseda börjar skörden ungefär två veckor efter det blomningen börjat. Det skördade snabbtorkas vid 40°–60° temperatur. Torrmasseutbytet blir 40–45 deciton/hektar vilket innebär 60–100 kg/hektar användbart material för färgberedning.

## Medicinskt verksamma innehållsämnen
Traditionellt har resedaarter i äldre tider använts inom folkmedicin.
Färgreseda innehåller huvudsakligen glukobarbarin, en glukocynat. När växtdelar krossas omvandlas glukobarbarin med hjälp av ett enzym till barbarin, 5-fenyl-1,3-oxazolidin-2-tion.
Ett annat enzym omvandlar långsamt barbarin till resedin, 5-fenyl-1,3-oxazolidin-2-tion. Ibland har ämnet benämnts resedinin.
Barbarin och resedin kan på sätt och vis kallas alkaloider, trots att de egentligen inte finns i oskadade växtdelar, utan bildas först sedan växtdelarna skadats.
Luteolin, som finns i blommorna, har visat sig verksamt vid hävande av septisk chock.
Glucobarbarin, liksom andra glucosinolater, är kända för att locka kålfjärilshonor (Pieris brassicae) för äggläggning.
Exakt på vad sätt barbarin och resedin verkar medicinskt är hittills föga känt.

## Bilder
- För förstoring, vänsterklicka på bilden. Kan göras upprepade gånger för ännu större.

"För
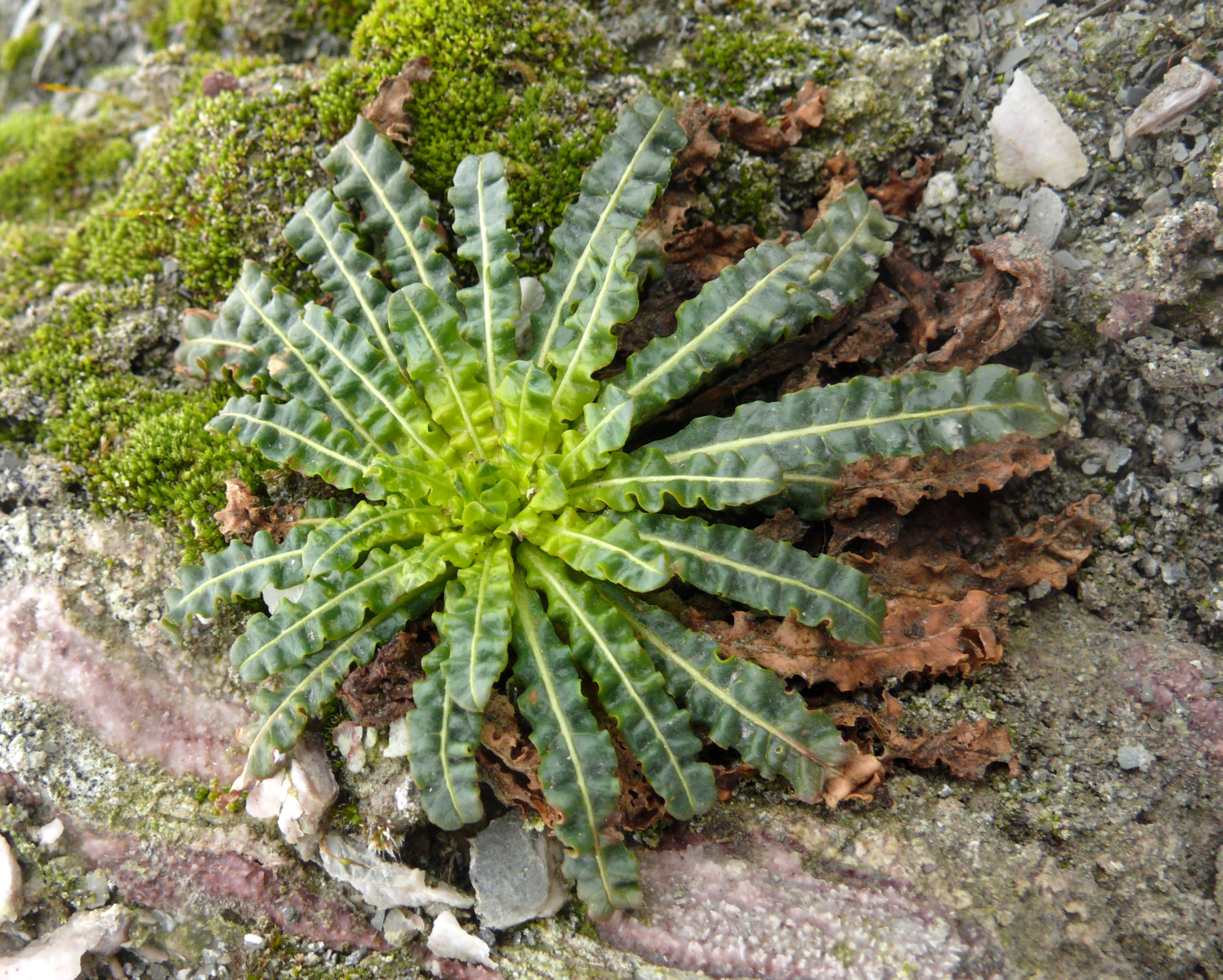
Första året blir det bara en bladrosett intill marken, och ingen stjälk
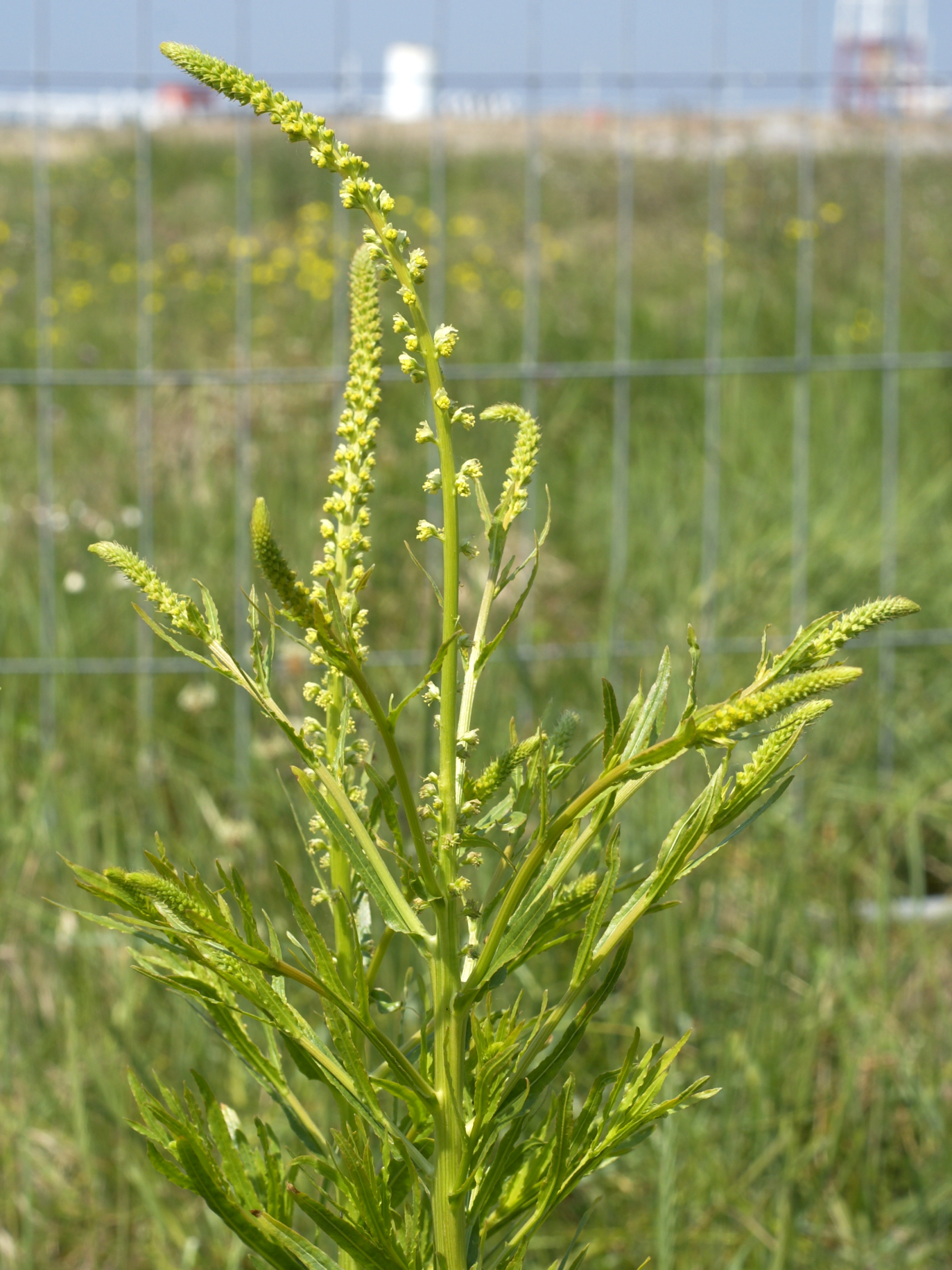
Grenad upptill
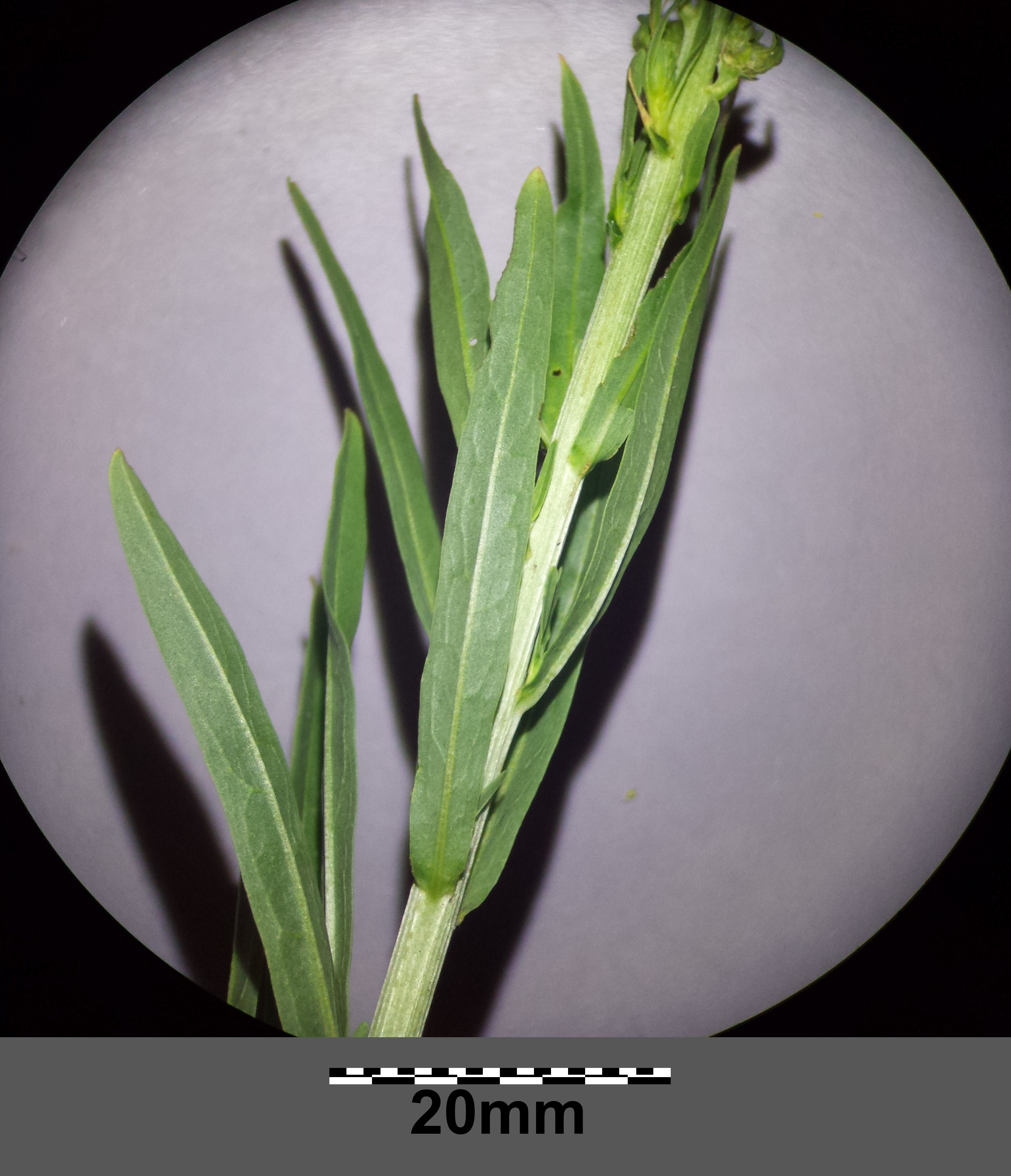
Löv längs stjälken
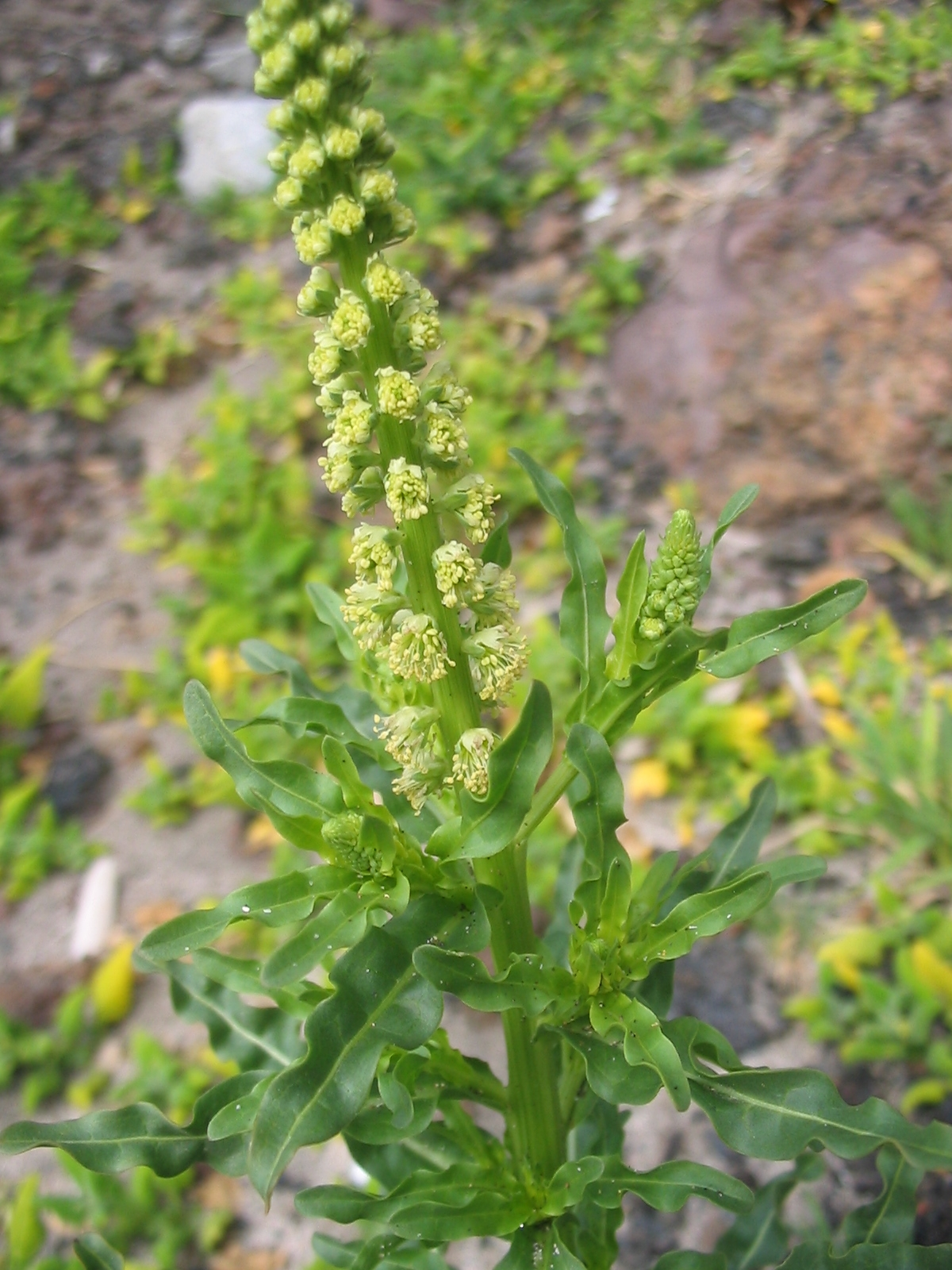
Ett exemplar med tydligt vågiga blad
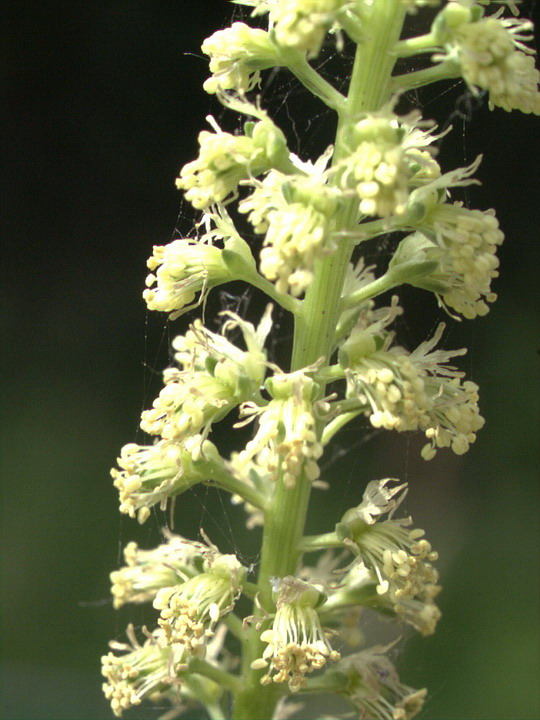
Antalet ståndare varierar, men är alltid mycket stort
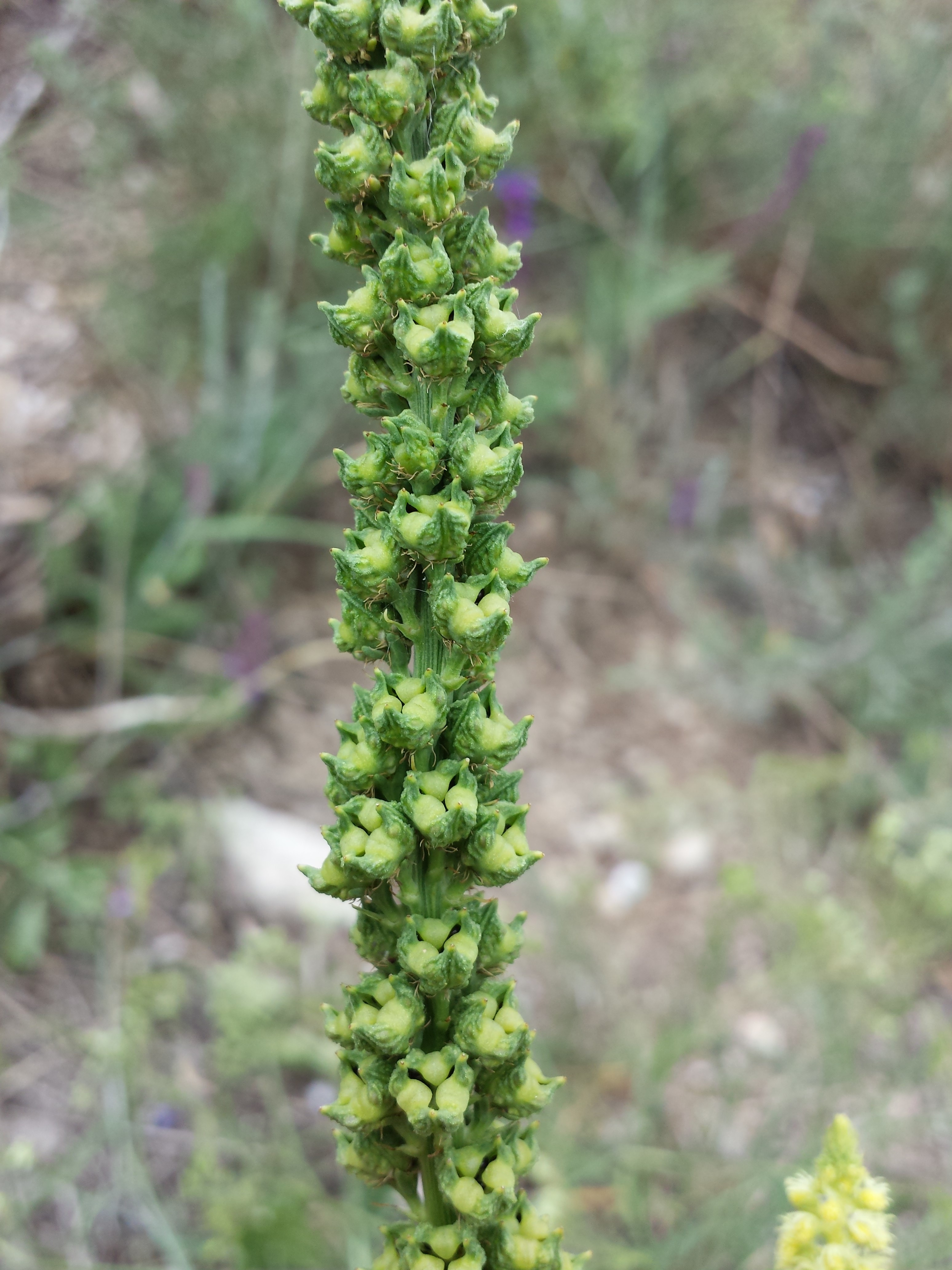
Stjälk med omogna frukter
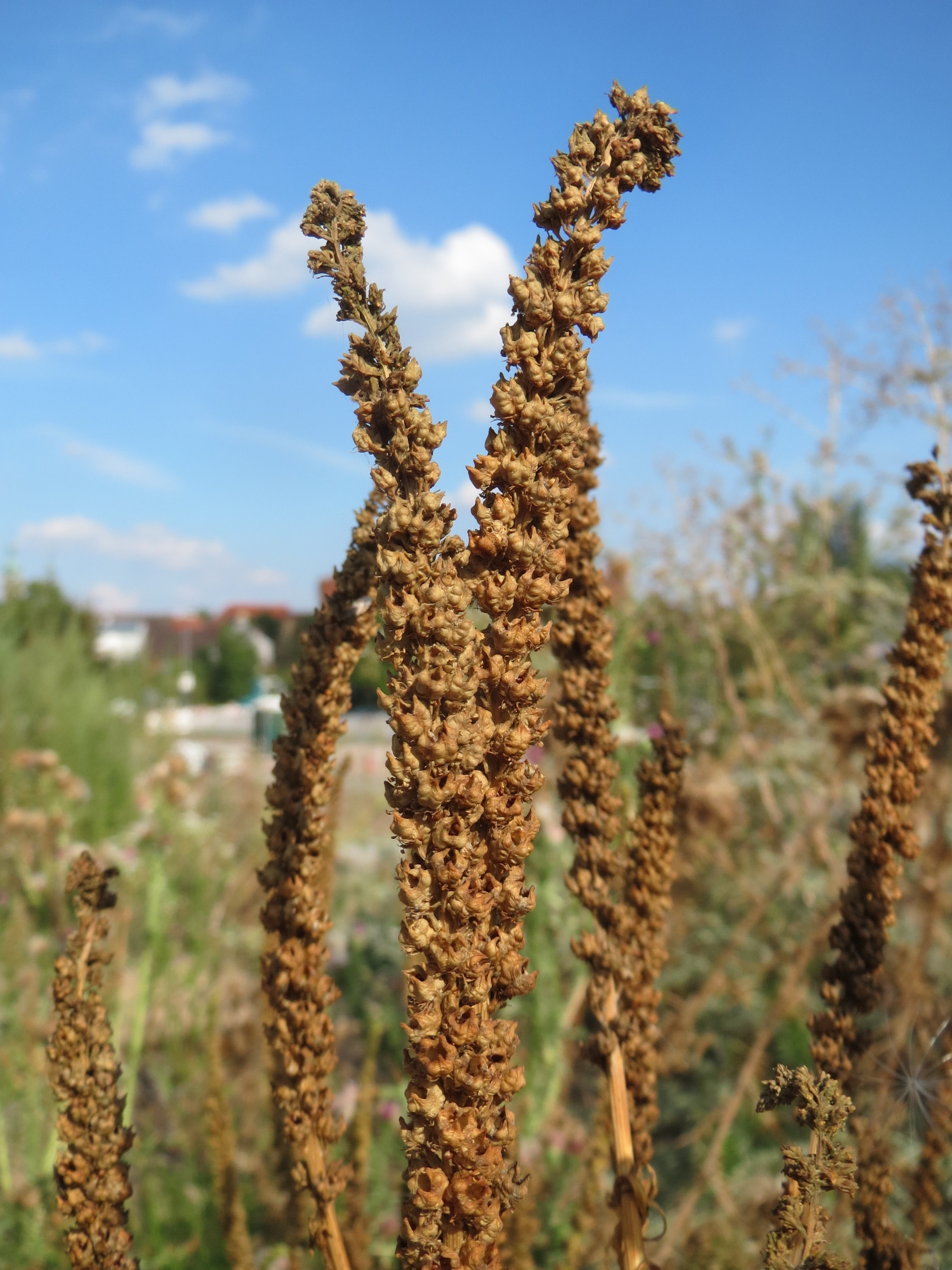
Mogna frukter
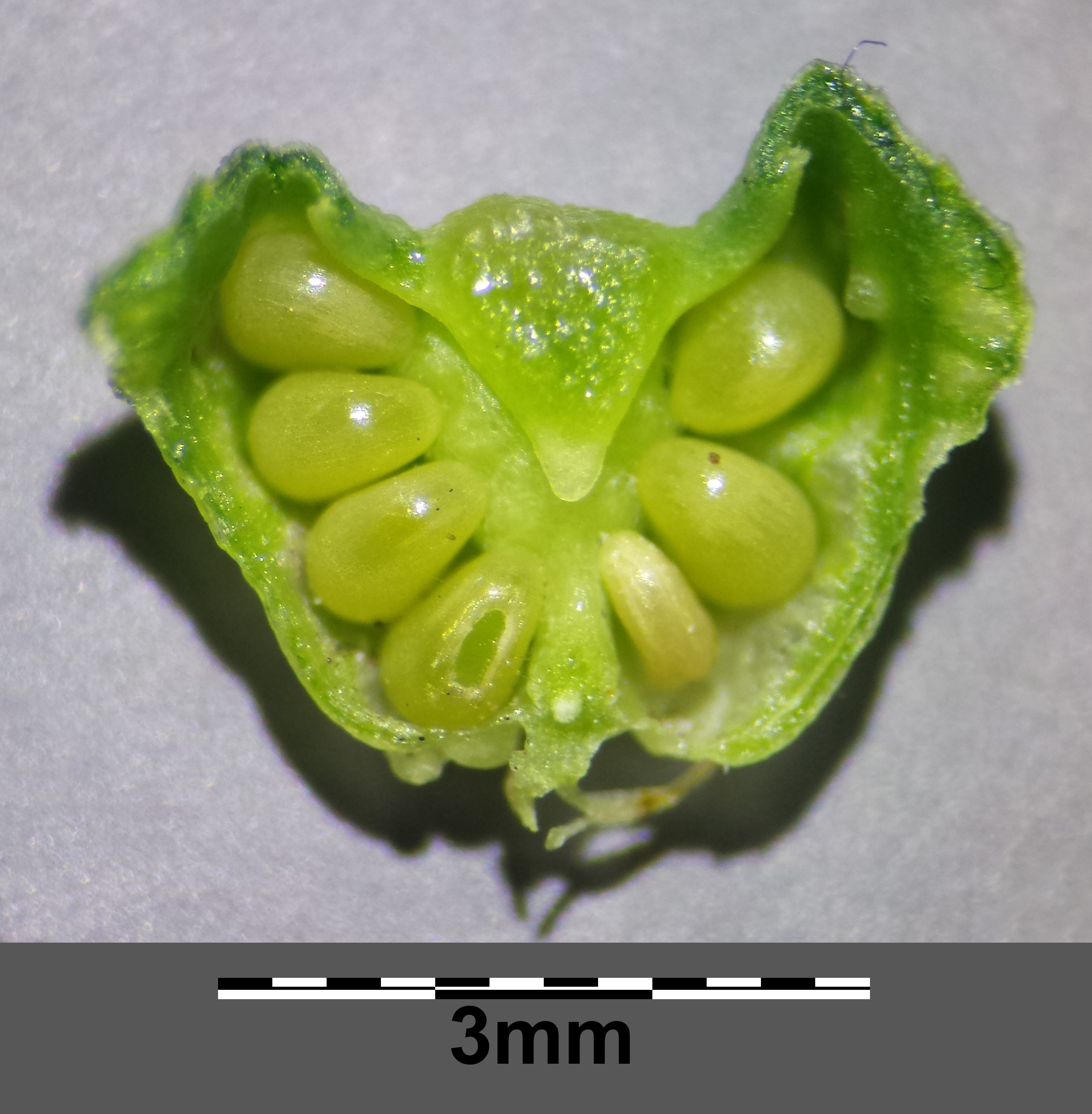
Öppnad frukt med omogna frön